# Рогов, Михаил Иванович
Михаи́л Ива́нович Ро́гов (настоящая фамилия — Иванов; ноябрь 1880, Тамбовская губерния  — 10 ноября 1942, Москва) — советский государственный деятель, участник революций 1905 и 1917 годов, первый советский градоначальник Москвы («Красный градоначальник»), один из организаторов советской милиции.

## Биография
Родился в ноябре 1880 года в селе Сташина Слобода Тамбовской губернии. Экстерном сдал экзамен на аттестат зрелости.

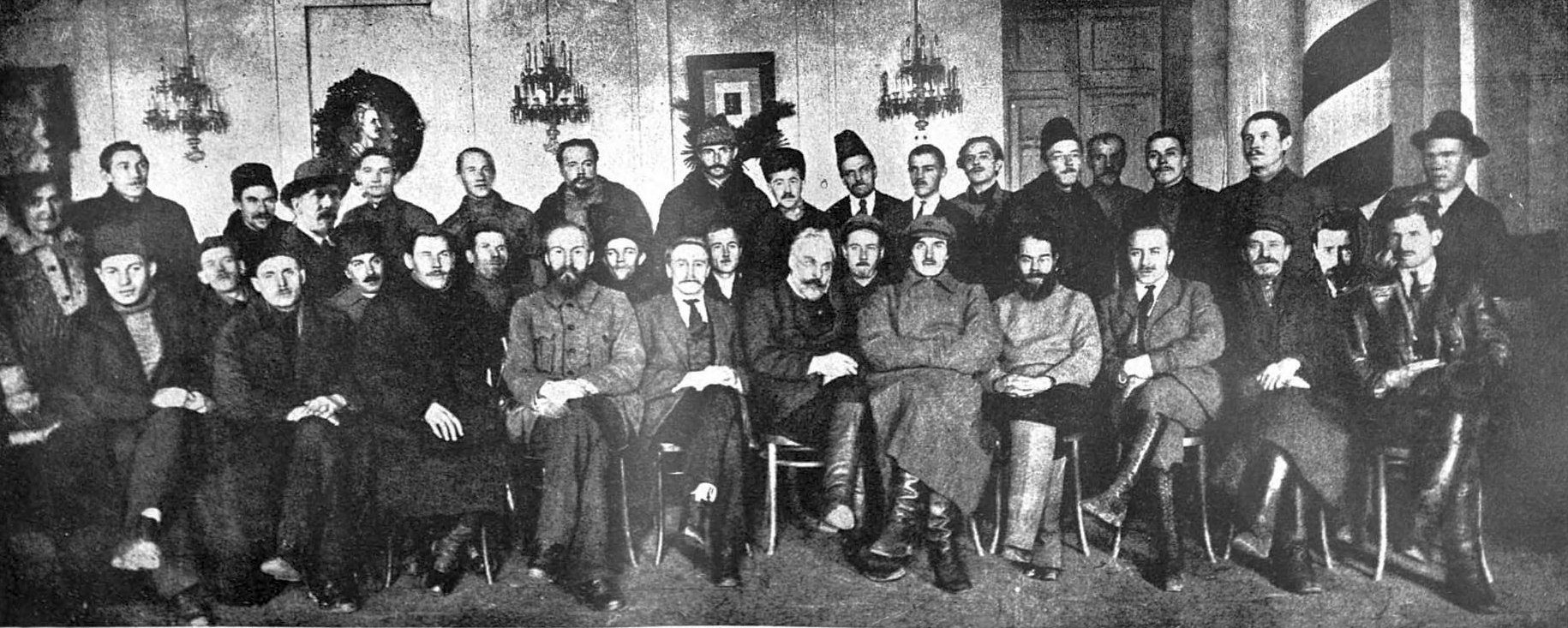
Группа членов Исполкома первого созыва Моссовета после Октябрьской революции.
Сидят (слева направо): 1) Игнатов, 2) Ратехин, 3) Корзинов, 4) Розенгольц, 5) Пискарёв, 6) Сальников, 7) Ангарский, 8) Борщевский, 9) Фельдман, 10) Каныгин, 11) Смидович, 12) Горкунов, 13) Сахаров, 14) Рогов, 15) Лисицин, 16) Радзивиллов, 17) Ногин, 18) Певунов.
Стоят (слева направо): 1) Темкина, 2) Илюшин, 3) Меркулов, 4) Рыков, 5) Заморёнов, 6) Будзыньский, 7) Обух, 8) Смирнов, 9) Савин, 10) Семашко, 11) Исаев, 12) Вознесенский, 13) Буровцев, 14) Белорусов, 15) Желтов, 16) Булочнинов, 17) Фонченко.

Был участником декабрьского вооруженного восстания 1905 года в Москве. В 1910—1911 годы сотрудничал в легальном большевистском журнале «Мысль». В 1913 году экстерном окончил юридический факультет Московского университета. В 1910-е годы подвергался арестам и ссылкам.
С марта 1917 года вёл работу в Московском совете и Центральном бюро профсоюзов. В октябрьские дни 1917 года работал в Московском ВРК, 4 (17) ноября 1917 года назначен комиссаром ВРК по гражданской части («Красный градоначальник»).
В 1917—1928 годы — член Президиума Моссовета, заместитель председателя Моссовета. В 1929 году назначен заместителем наркомфина СССР. В период 1930—1934 годов — председатель Госплана РСФСР. С 1934 года по 1937 год — председатель бюджетной комиссии ВЦИК, затем на хозяйственной работе.
Делегат VI съезда РСДРП (б), VIII, XI, XII и XVII съездов ВКП (б). Был членом ВЦИК и его Президиума, членом ЦИК СССР.
Похоронен на Новодевичьем кладбище (1-й участок).
Его дети: Вера Михайловна Рогова (1920−1994) и Владимир Михайлович Рогов.
Генерал-лейтенант Г. П. Софронов в воспоминаниях упомянул свою жену как родственницу Михаила Ивановича Рогова.

## Память
В 1965 году в память о Михаиле Ивановиче названа улица в Москве.